# Psiphon
Psiphon è un software open source del progetto CiviSec della Citizen Lab dell'Università di Toronto ideato per aggirare la censura delle istituzioni statali su Internet.
L'obiettivo principale del progetto è quello di permettere ai cittadini appartenenti a nazioni non libere come Cina, Iran, Corea del Nord, Thailandia, Arabia Saudita e Emirati Arabi l'accesso a Internet: solitamente infatti viene impedito agli utenti di ottenere informazioni e notizie scomode al regime e non selezionate dalle autorità, come anche Wikipedia stessa.

## Il funzionamento
Il funzionamento è piuttosto semplice: vi sono dei computer, chiamati psiphonodes, che funzionano come dei server ai quali gli psiphonites, gli utenti del paese che censura la Rete, si collegano tramite protocollo https (le URL sono disponibili sul Forum del progetto). Quindi gli psiphonodes funzionano da tramite tra la Rete libera e lo psiphonite, che può in questo modo accedere al completo contenuto del Web.
Le previsioni dei programmatori prevedono che la diffusione del software possa essere effettuata attraverso reti sociali di amici, familiari e conoscenti. Quando una persona residente in un Paese in cui internet viene censurato scarica il programma, diventa un provider Psiphon. Le informazioni per connettersi al nodo vengono fatte pervenire ad amici e familiari che, quando vogliono accedere a contenuti bloccati, si connettono attraverso un nome utente ed una password al nodo-provider Psiphon, che li collega a sua volta all'informazione richiesta.
I vantaggi rispetto ad altri metodi di aggirare la censura sono diversi. In primo luogo, la transazione è criptata ed è quindi difficile ad individuare e bloccare i nodi Psiphon; inoltre l'Https, che come abbiamo detto è il protocollo di connessione del software, viene utilizzato per le transazioni finanziarie e non può essere bloccato indiscriminatamente dai provider.